# Born Again (canción de Lisa)
«Born Again» —en español: «Nacido de nuevo»— es una canción de la cantante y rapera tailandesa Lisa con la participación de la cantante y rapera estadounidense Doja Cat y la cantautora británica Raye. Fue lanzada a través de Lloud y RCA Records el 6 de febrero de 2025, como el cuarto sencillo del próximo álbum de estudio debut de Lisa, Alter Ego. Priceless

## Antecedentes y lanzamiento
En 2024, Lisa lanzó «Rockstar», «New Woman» y «Moonlit Floor (Kiss Me)» como los primeros tres sencillos de su próximo álbum debut Alter Ego. En una entrevista de octubre con Audacy, Lisa expresó que trabajar con Doja Cat era su «próximo objetivo». En enero de 2025, mencionó en un episodio de NRJ que su próximo sencillo sería una colaboración con una artista con la que había mencionado anteriormente que quería trabajar.
El 24 de enero, Lisa, Doja Cat y Raye compartieron una fotografía de ellas mismas posando juntas con glamorosos vestidos de cóctel negros en Instagram y anunciaron la fecha de lanzamiento de «Born Again». El 3 de febrero, Lisa reveló la portada oficial del sencillo, que muestra a las tres artistas con vestidos negros dentro de un marco en el centro de la página, con Doja mirando hacia abajo y Lisa y Raye mirando a la cámara. La canción apareció antes de su lanzamiento en un avance de la tercera temporada de la serie de televisión de HBO The White Lotus protagonizada por Lisa.

## Composición
Con una duración de tres minutos y 51 segundos, «Born Again» cuenta con la producción de Andrew Wells y la propia Raye. Una maqueta de la canción grabada por Raye se filtró previamente cuando ella dejó su antiguo sello Polydor Records en 2021. Musicalmente, la canción ha sido descrita como una «canción pop dinámica y enérgica» con un toque de disco y elementos de electropop. Lisa y Raye se alternan cantando durante el primer verso y el coro, después de lo cual Doja suelta un verso. Líricamente, es una canción de empoderamiento después de una ruptura amorosa en la que las tres artistas detallan lo que perdieron sus examantes al renunciar a sus relaciones.

## Videoclip
Un videoclip acompañante fue subido al canal de YouTube de Lloud simultáneamente con el lanzamiento de la canción. Fue dirigido por Bardia Zeinali y dividido en cinco partes. En Instagram, Lisa compartió que «Este video es un homenaje a las mujeres poderosas a lo largo de la historia y a todos ustedes». Comienza con una toma de un reloj de pie haciendo tictac al revés, seguido de un texto que define el título de la canción como «la transformación en una Nueva Mujer que abraza su libertad para convertirse en la persona que desea ser». Luego, las tres artistas se presentan sentadas en un sillón dorado en una habitación en blanco y negro, vistiendo glamorosos atuendos completamente negros. Inicialmente vestidas con vestidos de luto negros, las tres se despojan de su yo pasado y emergen con etéreos vestidos blancos acentuados con piezas de armadura plateada.

## Personal
Créditos adaptados de Melon y Apple Music.
- Lisa – voz
- Raye – voz, letras, composición, producción
- Doja Cat – voz, letras, composición
- Andrew Wells – letras, composición, producción
- Anthony Rossomando – letras, composición
- Victor Le Masne – cuerdas
- Serban Ghenea – mezcla
- Randy Merrill – masterización
- Bryce Bordone – asistencia de mezcla
- Jelli Dorman – ingeniería vocal
- Kuk Harrell – producción vocal

## Historial de lanzamiento
| Región | Fecha                | Formato(s)                 | Discográfica     | Ref.   |
| ------ | -------------------- | -------------------------- | ---------------- | ------ |
| Varios | 6 de febrero de 2025 | Descarga digital streaming | Lloud RCA        | [ 16 ] |
| Italia | 7 de febrero de 2025 | Airplay                    | Sony Music Italy | [ 17 ] |